# Festa do Coronel Santo Antonio

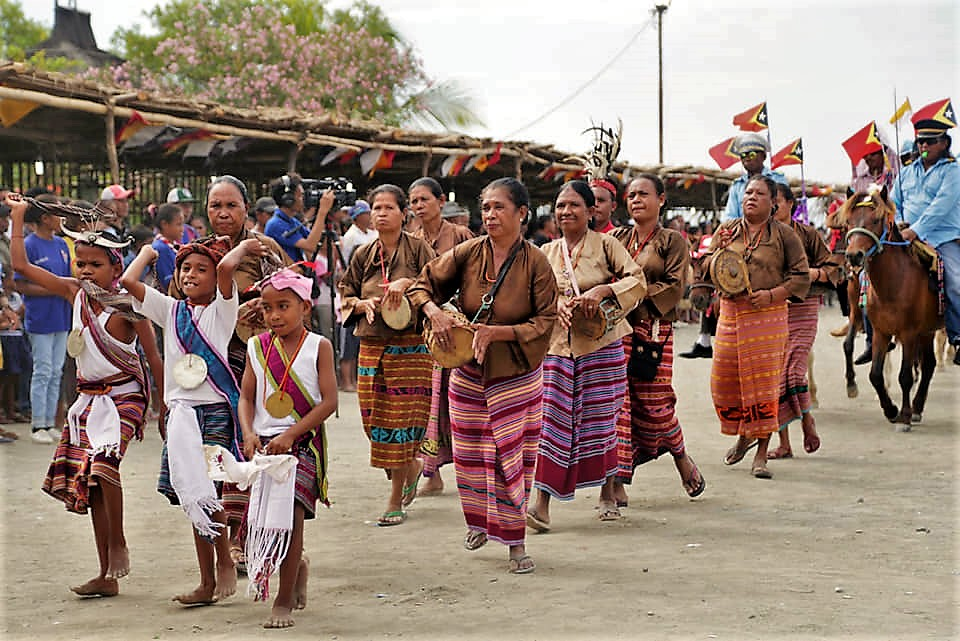
Antoniusfest in Manatuto (2022)

Das Festa do Coronel Santo Antonio (deutsch Fest des heiligen Obersts Antonius) ist ein Fest zu Ehren des heiligen Antonius in der osttimoresischen Stadt Manatuto, an der Nordküste des Landes. Es findet jedes Jahr an dessen Namenstag am 13. Juni statt.

## Hintergrund

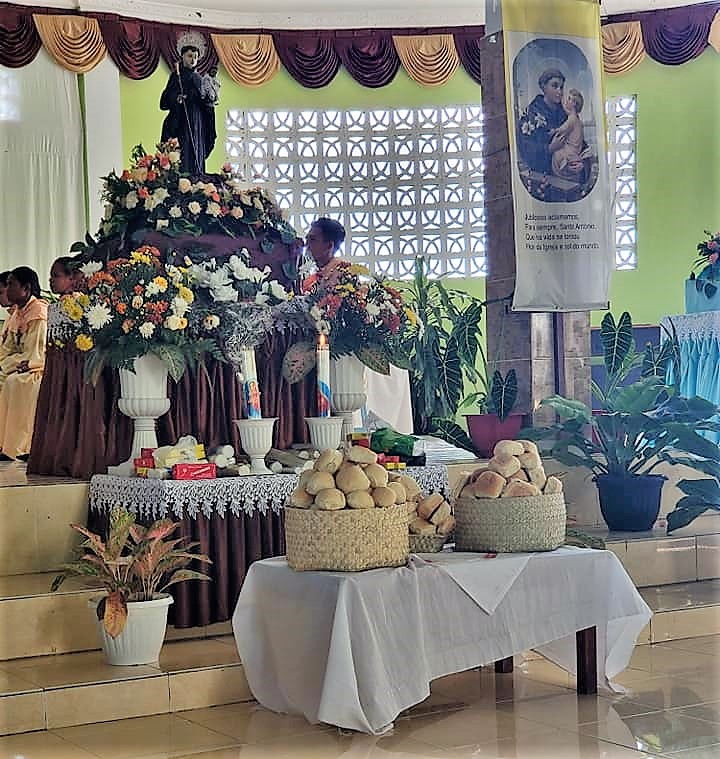
Die Antonius-Statue in Manatuto

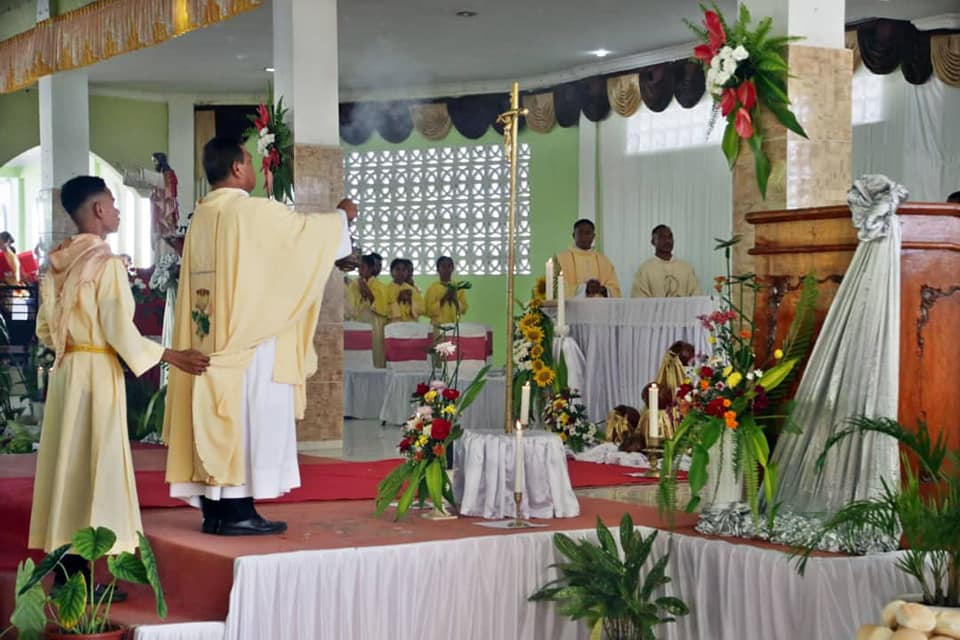
Gottesdienst am Antoniusfest

Der heilige Antonius hat seit der Kolonialzeit eine große Bedeutung für Manatuto, so ist er Namenspatron und Schutzheiliger der Kirche und des Hausbergs. Er soll hier eine größere Bedeutung als Jesus haben.
In den 1930er Jahren fand der Missionar Padre Enes Ezequiel Pascoal eine Antoniusstatue in einem Uma Lulik, einem Reliquienhaus des traditionellen Glaubens der Timoresen. Ursprünglich war sie 1815 dem Liurai Dom Mateus Soares von Manatuto vom Bischof von Malakka übergeben und in einer Kapelle aufbewahrt worden. Als Gegenstand, dem eine eigene heilige Energie (Lulik) innewohne, war die Statue später im 19. Jahrhundert vom lokalen Liurai aus der Kapelle in das Uma Lulik überführt worden, das dann dem Heiligen gewidmet wurde und den Namen „Amu Deus Coronel Santo António“ (deutsch Herrgott Oberst heiliger Antonius) erhielt.
Dem Heiligen militärische Titel und Ehrungen zu geben hatte schon vorher in Portugal, Spanien und Brasilien Tradition. Hier hatte er zunächst den Rang eines Hauptmanns, wurde dann aber zum Oberst und schließlich zum General befördert. Auch die verschiedenen Herrscher Timors hatten als Vasallen Portugals ihrem Rang entsprechend einen militärischen Titel erhalten. Als die Statue aber in Manatuto eintraf, hatte Dom Mateus Soares den Rang eines Brigadegenerals. Seine Familie beanspruchte selbst göttliche Herkunft, weswegen der Heilige nicht über dem Liurai stehen konnte. So erhielt Antonius auf Timor den Rang eines Obersts.
Neben der Statue befand sich in dem Haus der Schädel eines Mönchs, dem Wundertätigkeit nachgesagt wurde. Er hatte Ratten und Vögeln gepredigt, so dass sie die Reisfelder der Menschen verschonten. Bevor die Krieger Manatutos auf Kopfjagd (Funu) gingen, warfen sie Maiskörner zu Füßen der Statue, während ein Ritualmeister auf die Stirn der Krieger roten Betelsaft strich.
Die Statue, die nach dem Tod des Herrschers von seiner katholischen Witwe bewacht wurde, hatte zahlreiche Verehrer. Trotz Skepsis gegenüber den Praktiken erkannte Pascoal die Spiritualität der Verehrung an, beendete aber die Praxis. Als Bischof José da Costa Nunes 1944 Manatuto besuchte, entschied er, dass die Statue zum Götzen geworden sei und deshalb aus dem Uma Lulik wieder in eine Kirche zur Verehrung gebracht werden müsse. Damit sollten die „heidnischen Praktiken“ im Rahmen der Kriegsführung unterbunden werden. Die Witwe widersetzte sich der Anordnung nicht, doch kurz darauf kamen die glühendsten Verehrer der Statue zur Mission in Manatuto und forderten, die Statue wieder im Haus des Liurais aufzustellen. Die Forderung wurde abgelehnt, da nur der Papst die Entscheidung des Bischofs hätte aufheben können.
Der Antoniusstatue werden auch Wunder nachgesagt. In der indonesischen Besatzungszeit soll sie nachts den Einwohnern Manatutos beim Pflügen und Bewässern der Felder geholfen haben. Beweis dafür waren die morgens schlammbedeckten Füße der Statue. Zum 200-jährigen Jubiläum der Ankunft der Antoniusstatue in Manatuto 2015 kam der Apostolische Nuntius in Osttimor Joseph Salvador Marino zu Besuch, zusammen mit politischen Würdenträgern aus der Hauptstadt Dili.
2025 übergab die portugiesische Botschafterin in Osttimor Maria Manuela Freitas Bairos in Manatuto eine Replik der Antoniusstatue aus Portugal.

## Das Fest
Am 13. Juni findet jährlich in Manatuto das „Fest des heiligen Obersts Antonius“ (portugiesisch Festa do Coronel Santo Antonio) statt. Moradores und Schulkapellen ziehen auf, Männer verkleiden sich mit einfachen Masken (früher aus Pappe und Stoff, inzwischen gekaufte Plastik-Horrormasken) als Vogelscheuchen und Monster und tragen Gewänder, die mit Stroh ausstaffiert sind. Teil des Festes sind auch Reiterspiele mit prächtig geschmückten Timor-Ponys. Mehrere Meter über den Boden wird an einem Gestell ein Tontopf aufgehängt. Die Reiter versuchen ihn mit Steinen zu treffen, so dass er zerbricht. Das Geld, das in ihm ist, fällt zu Boden und die Vogelscheuchen versuchen es einzusammeln. Das letzte Stück des Topfes wird von einem Reiter mit einer langen Stange heruntergestoßen. Die alte Antoniusstatue und andere Figuren werden festlich geschmückt präsentiert.

Antoniusfest in Manatuto
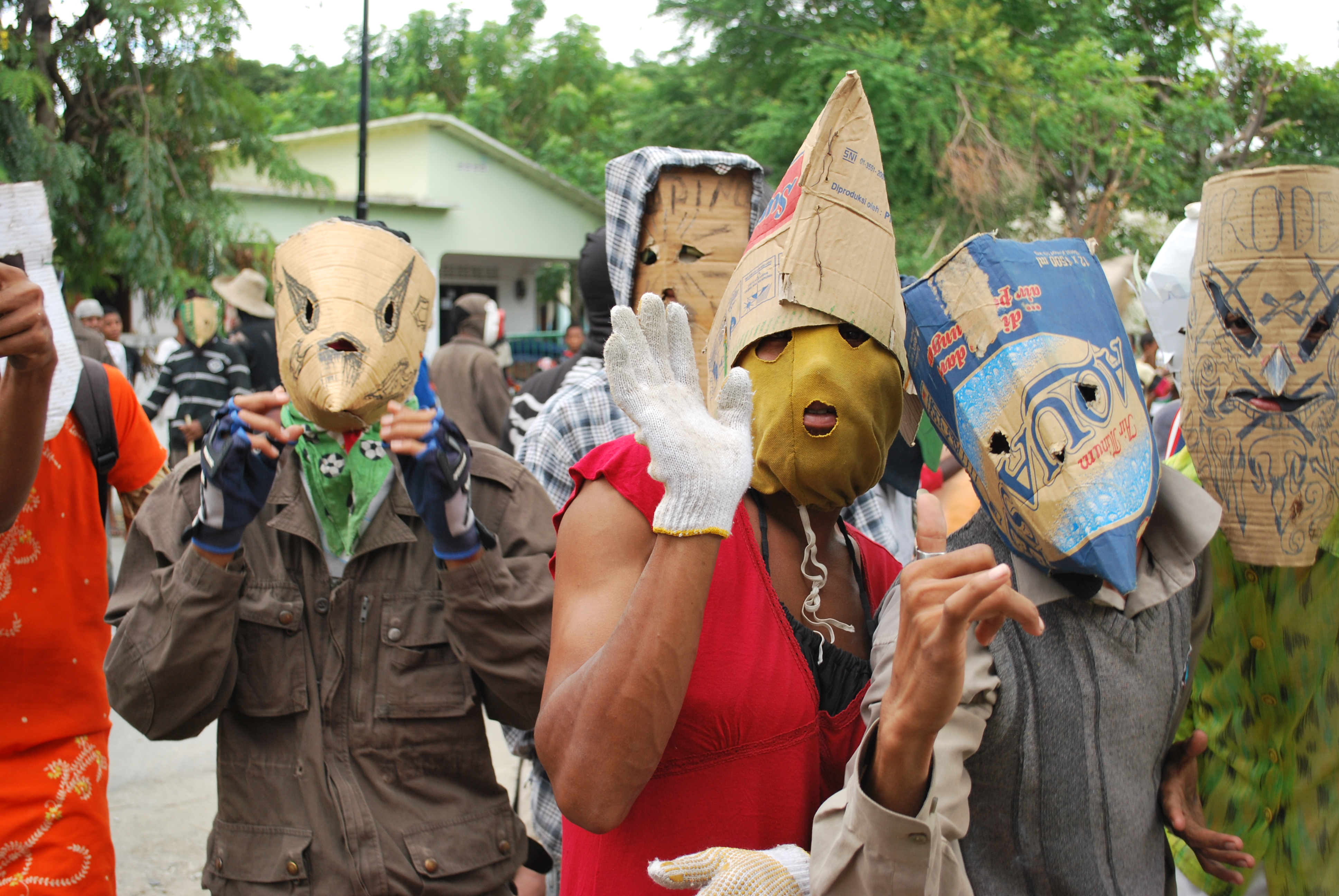
2010 trugen die „Vogelscheuchen“ noch Masken aus Pappe
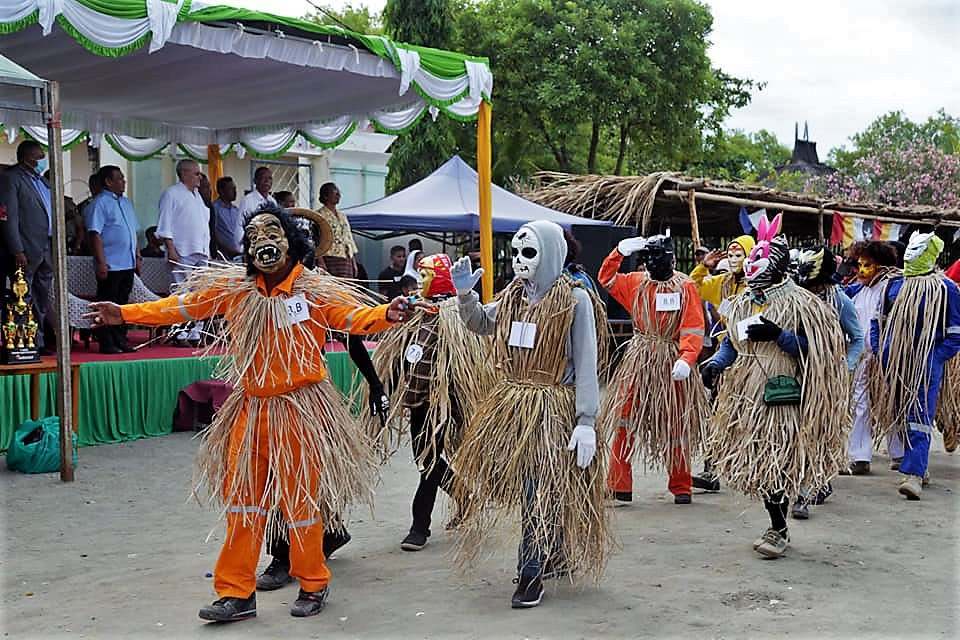
2022 waren es gekaufte Horrormasken
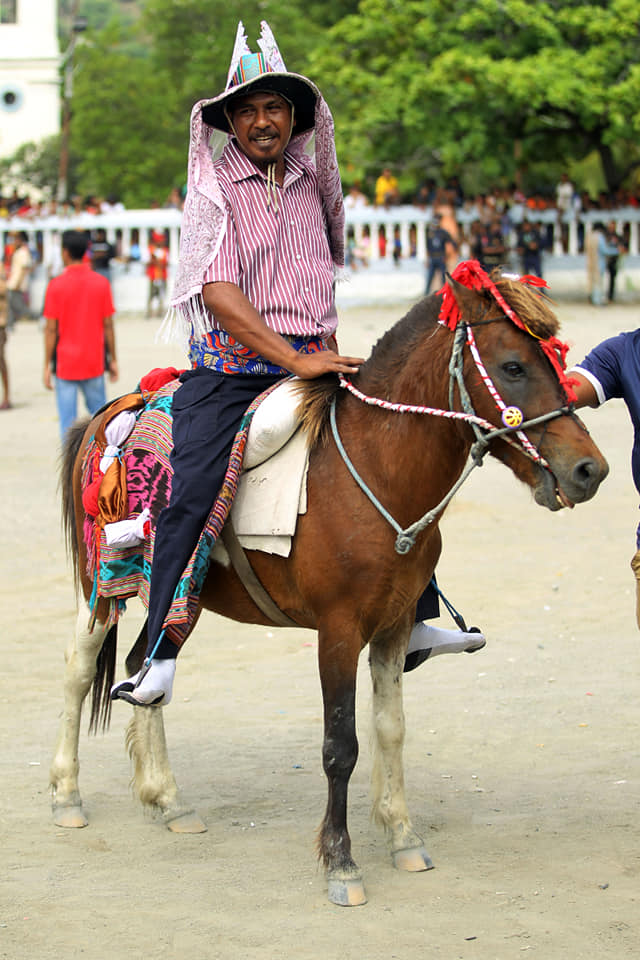
Reiter mit geschmücktem Timor-Pony
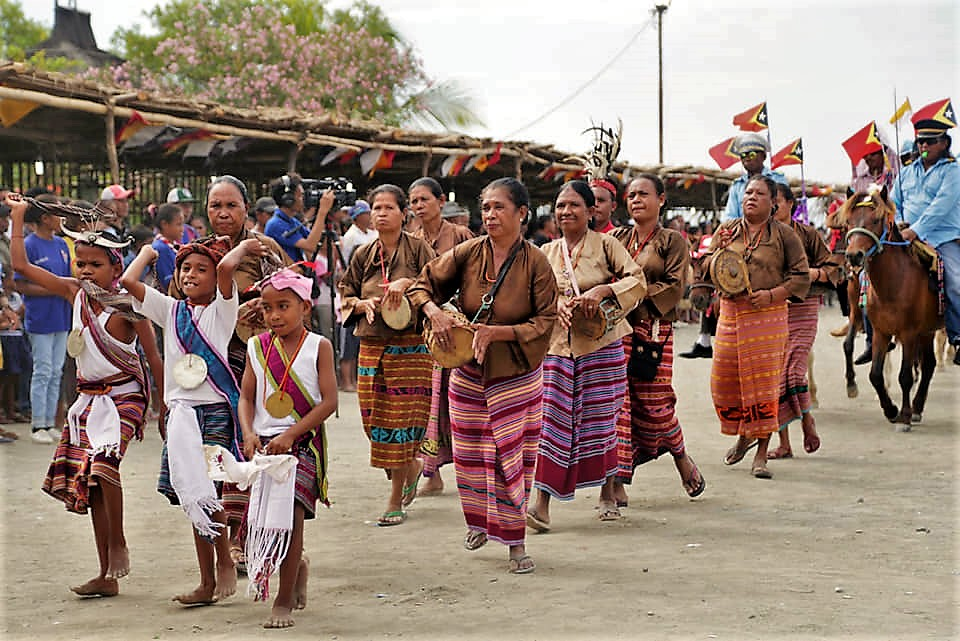
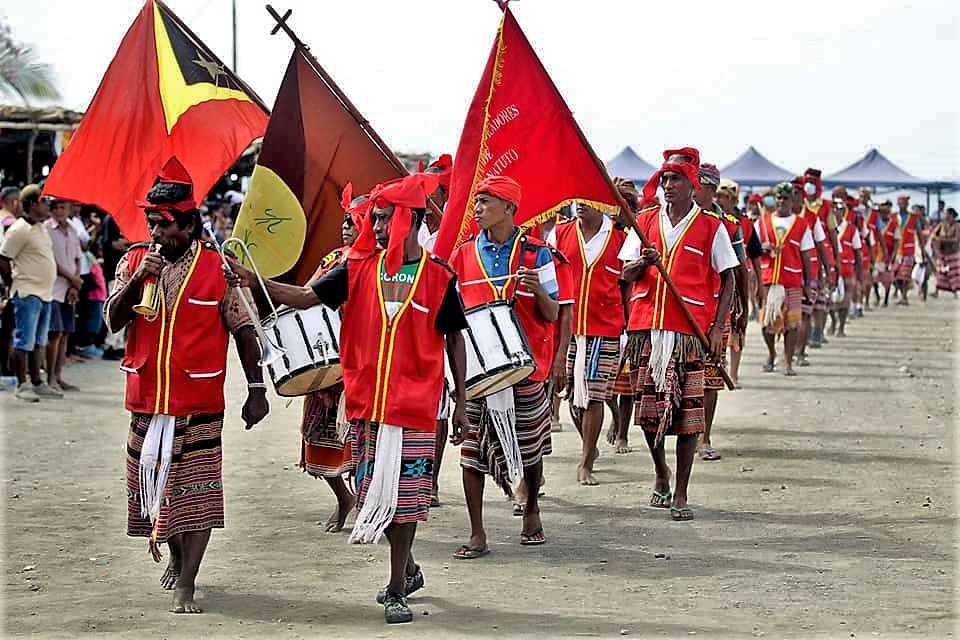
Moradores
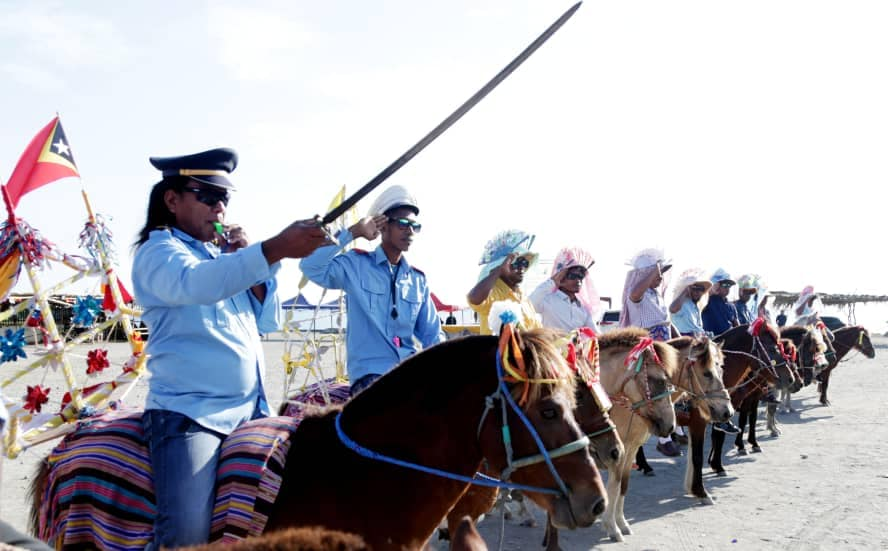
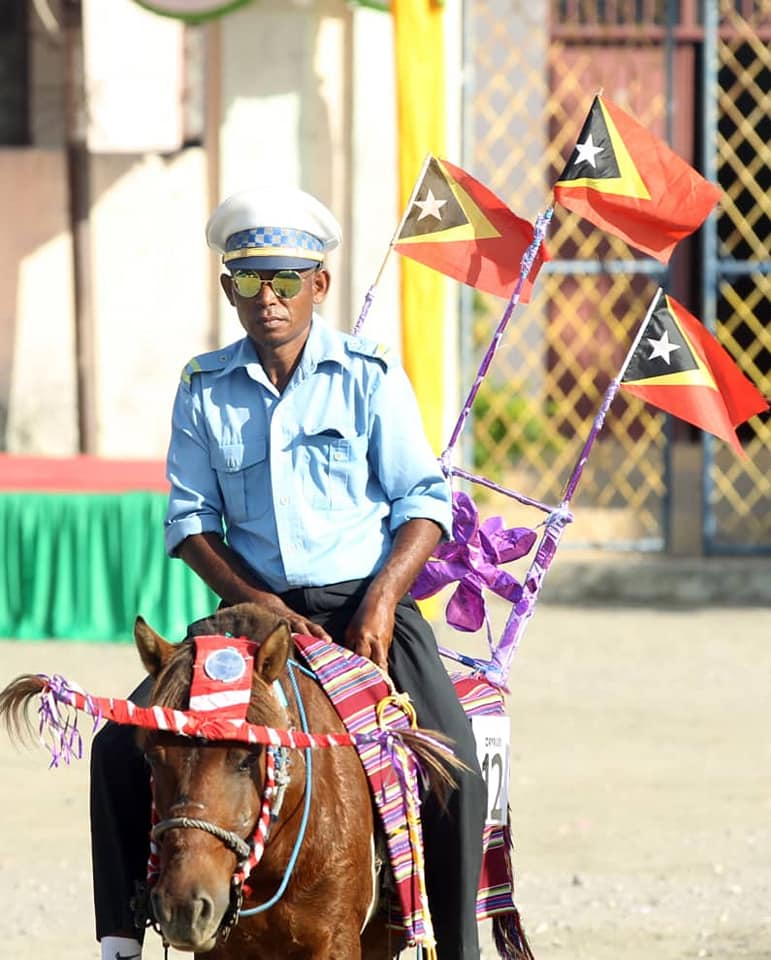
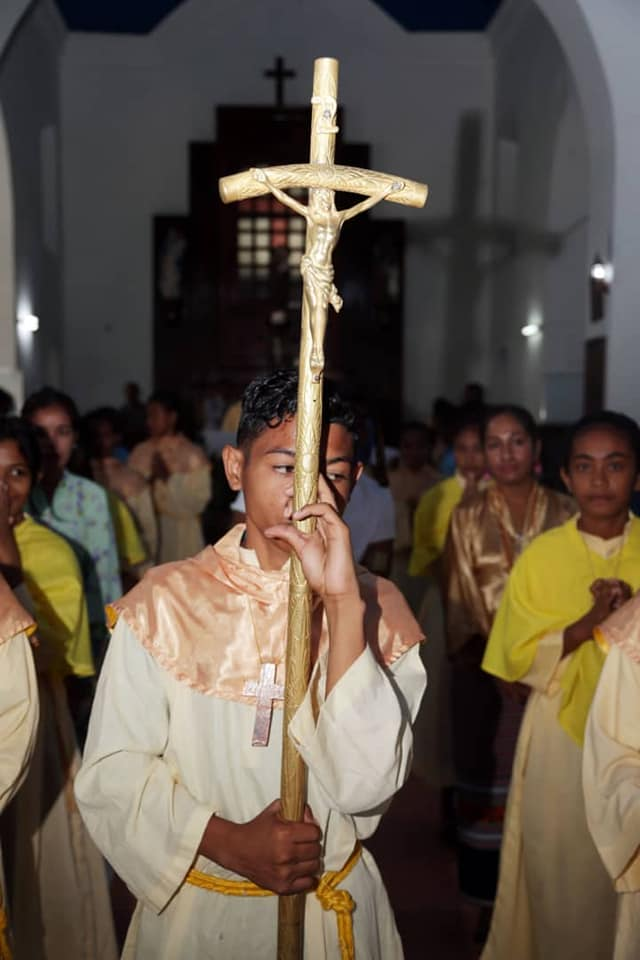
Gottesdienst beim Antoniusfest
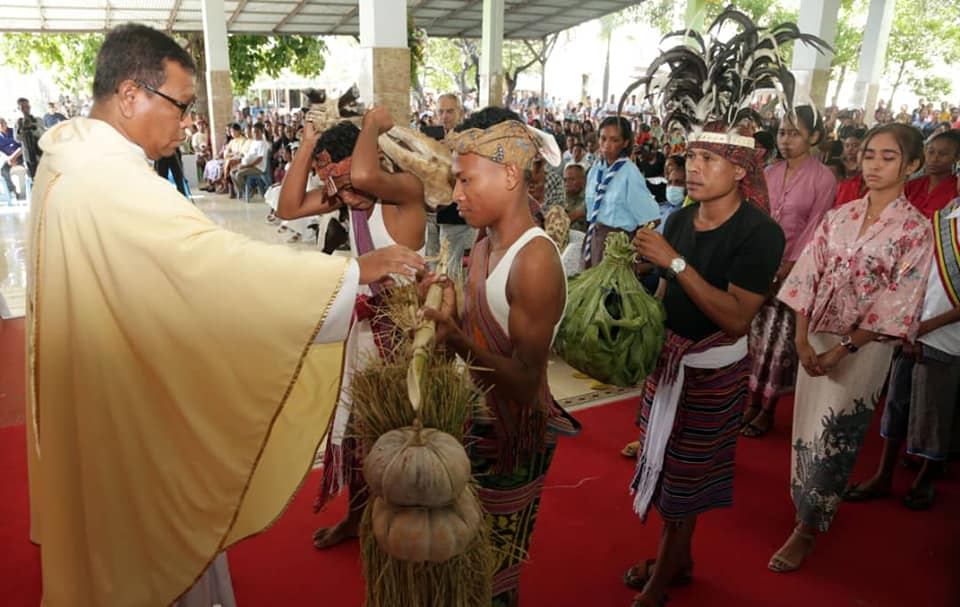
Segnung von Gaben in Form von Naturalien
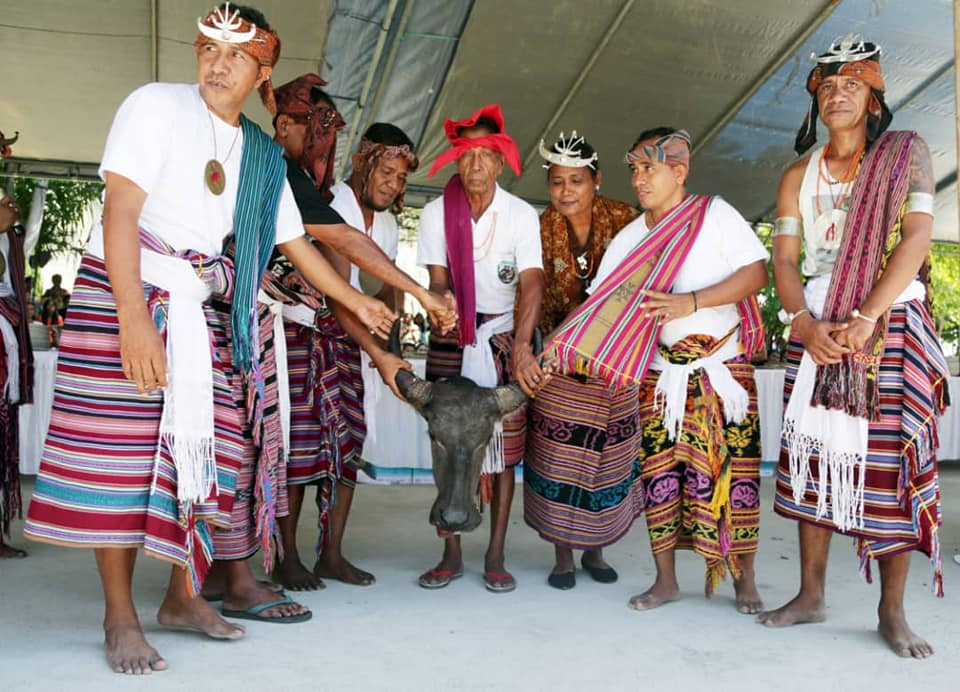
Manche Opfergaben erinnern an den alten Glauben
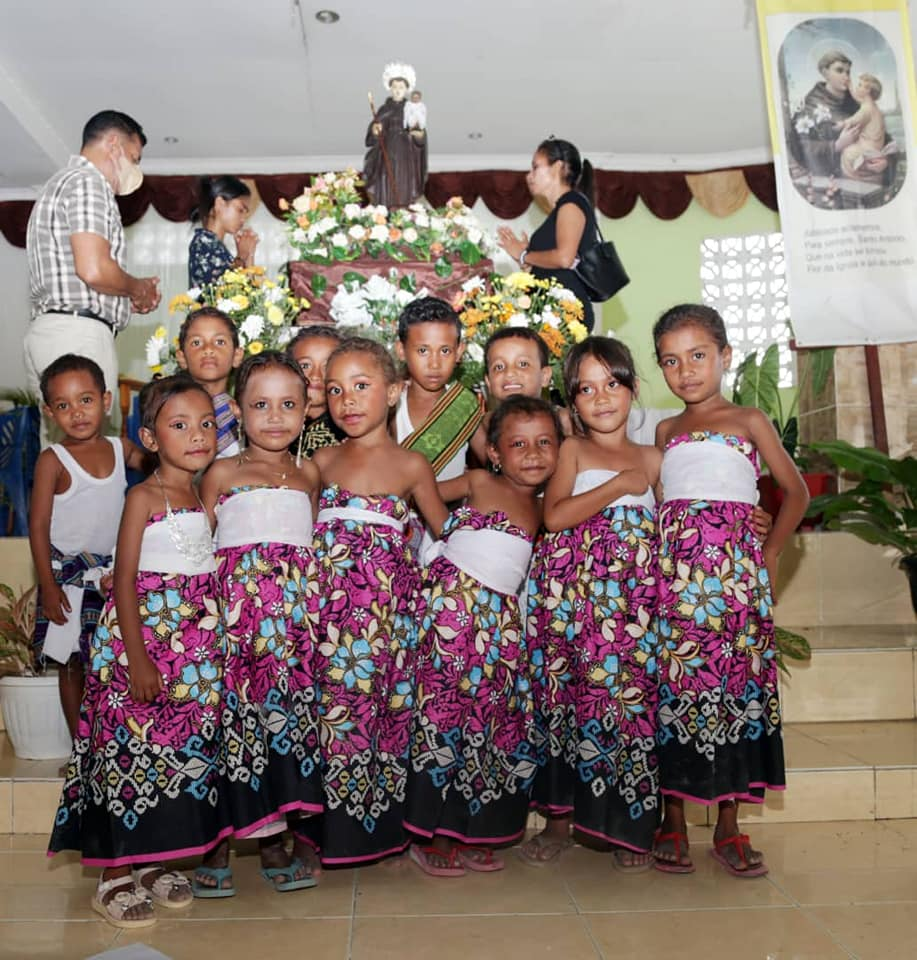
Kinder in der lokalen Tracht
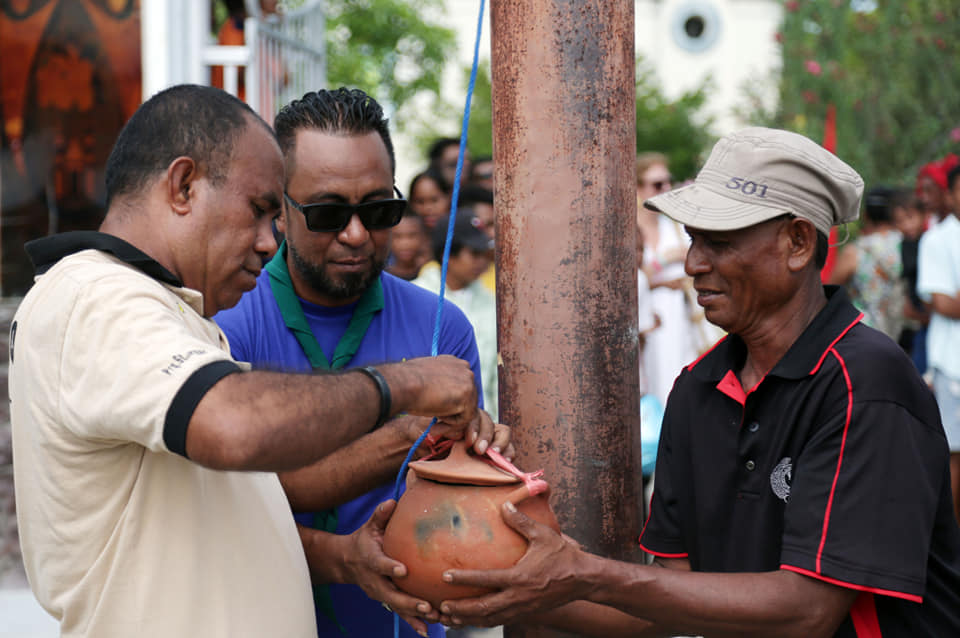
Vorbereitung des Topfes für das Reiterspiel
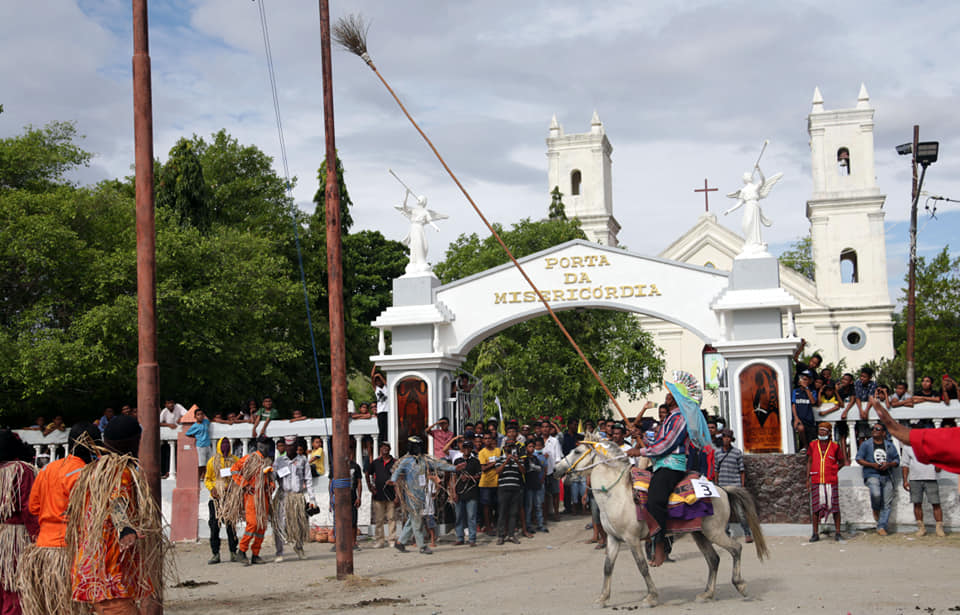
Mit der langen Stange müssen die Reiter einen Topf von dem Gestell herunterschlagen
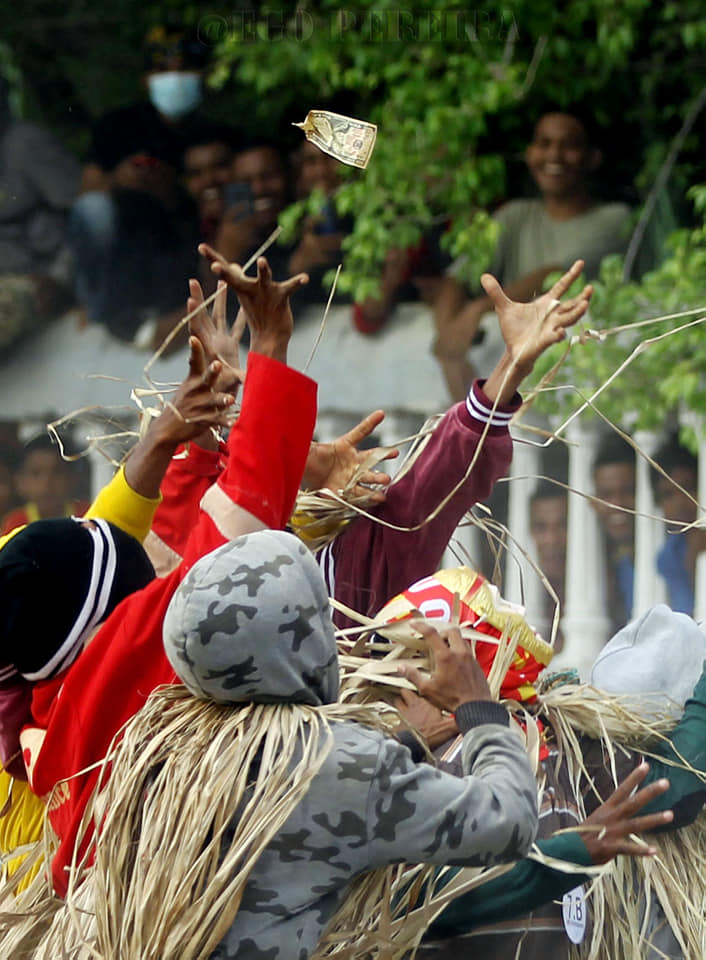
Das Geld aus dem Topf versuchen die Vogelscheuchen einzufangen
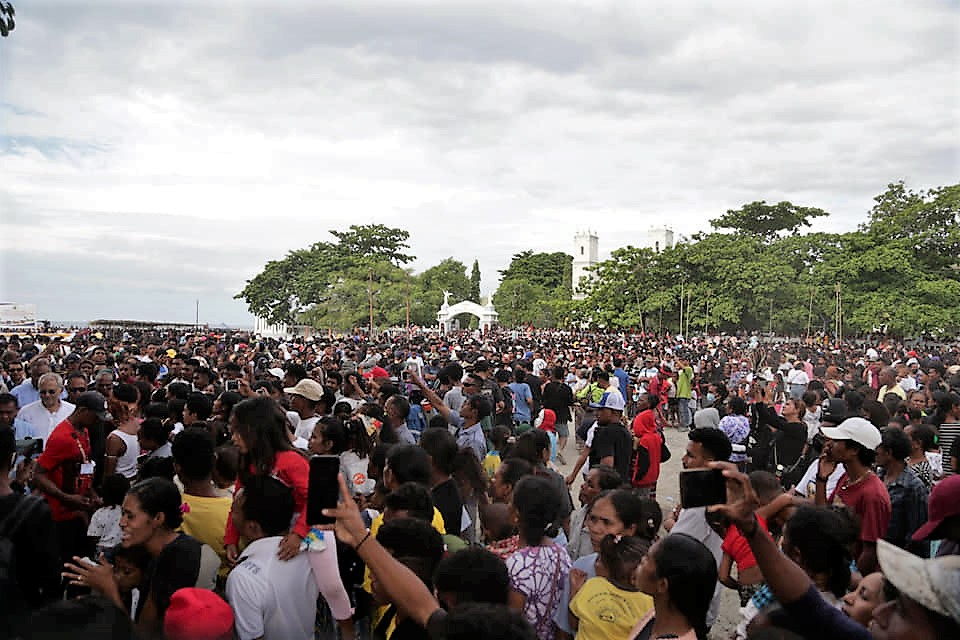
Die Besucher des Festes